# Pou petrolífer

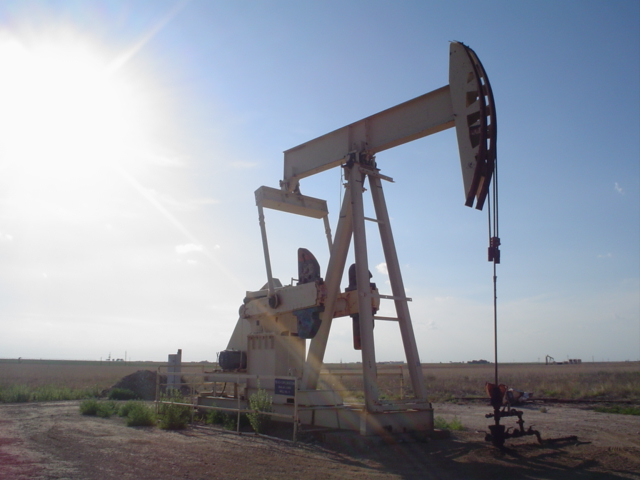
Bomba extraient petroli d'un pou a Texas.

Un  pou petrolífer  és qualsevol perforació del sòl amb l'objectiu de trobar i extreure fluid combustible, sia petroli o algun tipus d'hidrocarbur gasós.

## Història
Els pous petrolífers més antics que es coneixen foren perforats a la Xina l'any 347 AC: tenien una profunditat d'aproximadament 250 m i funcionaven mitjançant broques fixades a canyes de bambú.
El petroli es cremava per evaporar salmorra i aconseguir sal. Llargs conductes de bambú connectaven els pous amb les salines. Nombrosos registres de l'antiga Xina i Japó inclouen diverses al·lusions a l'ús del gas natural per il·luminar i cuinar. El petroli era conegut com a aigua de cremar al Japó del Segle VII.

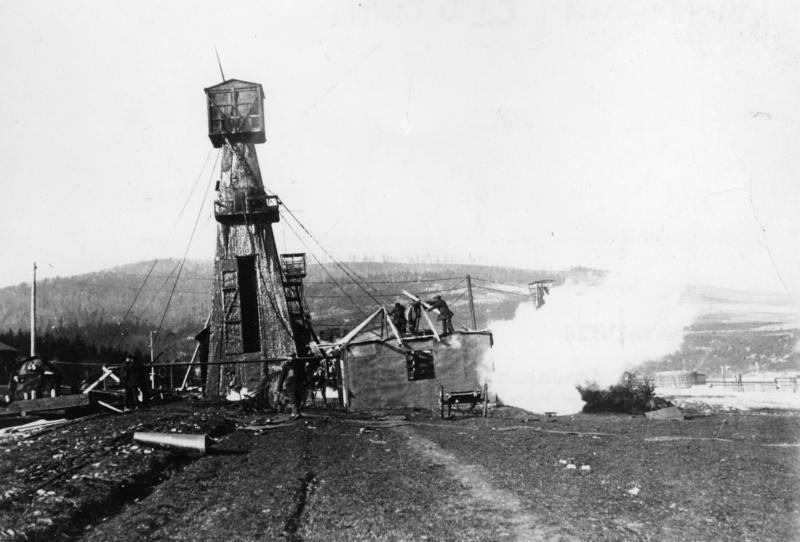
Pou petrolífer a Boryslav (Ucraïna) l'any 1909.

La indústria petroliera de l'Orient Mitjà es va iniciar al voltant del segle viii, quan els carrers de la reconstruïda Bagdad es van pavimentar amb quitrà, derivat del petroli que s'obtenia de jaciments naturals de la regió. Al segle ix s'explotaven ja camps petrolífers a la zona tocant amb l'actual ciutat de Bakú, a l'Azerbaidjan, per produir nafta. Aquests camps van ser descrits pel geògraf islàmic Abu al-Hasan 'Alī al-Mas'ūdī al Segle X, i per Marco Polo al Segle XIII, qui va estimar que la producció dels pous era equivalent a la càrrega de centenars de navilis.
El petroli va ser destil·lat per l'alquimista persa Muhammad ibn Zakarīya Razi (Rhazes)
al segle ix, produint querosè amb alambins.
El principal ús d'aquest querosè era la il·luminació mitjançant làmpades.
Alquimistes perses i àrabs també van destil·lar petroli cru per produir materials inflamables amb propòsits militars. Així, des d'Al-Àndalus, la destil·lació del petroli va arribar a l'Europa occidental cap al segle xii.
Els primers pous de petroli es perforaven mitjançant percussió, martells subjectats per un cable que colpejaven una eina que perforés el terra. Poc temps després, aquest mètode es va substituir per la perforació rotatòria, que permetia perforar a més profunditat i en menor temps. El 1983 es va assolir un rècord al Pou Superprofund de Kola al nord de Rússia, que va arribar als 12.262 m de profunditat, utilitzant un motor de perforació no rotatòria en un terra fangós.
Fins al 1970 la majoria dels pous petrolífers es perforaven verticalment, tot i que els canvis de litologia i les imperfeccions mecàniques feien que la majoria dels pous es desviessin de la vertical, encara que fos lleugerament. No obstant això, les tecnologies modernes de perforació direccional permeten perforar pous marcadament oblics i fins i tot poden fer trams horitzontals, que aconsegueixen arribar a gran profunditat. Aquesta possibilitat és important, ja que els jaciments en roques que contenen hidrocarburs són normalment horitzontals o semihoritzontals, pel que un pou foradat horitzontalment aconsegueix una major superfície de producció que un fet verticalment, la qual cosa implica una major productivitat. L'ús de la perforació desviada o horitzontal també ha permès assolir dipòsits a quilòmetres o milles de distància de la perforació i ha fet possible l'explotació de jaciments d'hidrocarburs situats a sota de llocs en els quals és molt difícil posar una plataforma de perforació o sota àrees ambientalment sensibles, urbanitzades o poblades.

## Cronologia d'operació
La construcció i operació d'un pou petrolífer consta de cinc etapes:

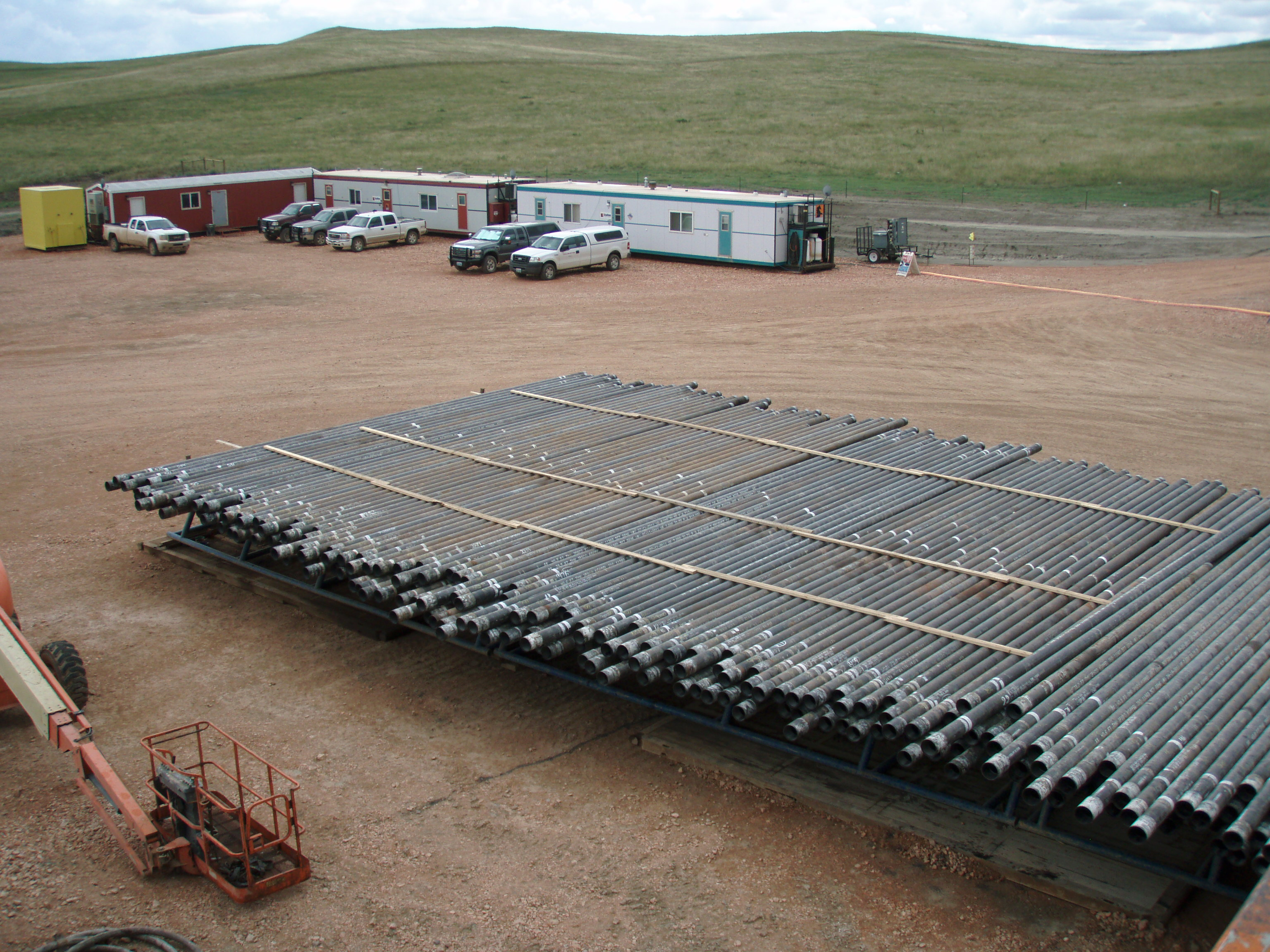
Canonades, o fragments de camisa, usats en la perforació i extracció de petroli.

- Exploració
- Perforació
- Finalització
- Producció
- Desafectació

### Perforació
El pou es construeix perforant un forat de 127-914,4 mm de diàmetre a terra mitjançant una torre de perforació que fa girar una línia o enfilall amb una broca al seu extrem. Un cop s'ha completat la perforació, s'introdueix una canonada de diàmetre lleugerament inferior al de la perforació, que permet segellar amb ciment la resta del pou. Aquesta canonada o camisa proveeix d'integritat estructural l'obra, i al mateix temps permet aïllar el conducte de zones properes d'alta pressió que podrien ser potencialment perilloses.
Completat l'encamisat, la perforació pot dur-se a grans profunditats amb una broca més petita, repetint després el procés amb un encamisat de menor diàmetre. Els pous moderns solen incloure de dos a cinc conjunts d'encamisats de diàmetre descendent, per assolir grans profunditats.
Per perforar el pou:
- La broca de perforació, amb l'ajuda del pes de l'enfilall i d'altres brides, perfora el terra.
- Es bomba fluid de perforació (mud) dins de la canonada. Aquest fluid surt per la broca de perforació i ajuda a refrigerar-la i lubrificar-la, a més a més, ajuda a extreure la roca molta durant el foradat.
- El material que resulta de la perforació és empès a la superfície pel fluid, que després de ser filtrat d'impureses i runes és rebombat al pou. És molt important vigilar possibles anormalitats en el fluid de retorn, per evitar cops d'ariet, produïts quan la pressió sobre la broca augmenta o disminueix bruscament.
- La línia o enfilall de perforació s'allarga gradualment incorporant cada 10 m un nou tram de canonada. Les unions entre segments presenten des de dues juntes, pels trossos on el cilindre és més prim, fins a quatre, on els encamisats són més grans.

Tot el procés es basa en una torre de perforació que conté tot l'equipament necessari per bombar el fluid de perforació, baixar i elevar l'enfilall, controlar les pressions sota terra, extreure les roques del fluid i generar  in situ  l'energia necessària per a l'operació.